# Paramythia
Paramythia (griechisch Παραμυθιά (f. sg.), albanisch Ajdonat/-i) ist ein Gemeindebezirk der Gemeinde Souli in der Region Epirus im Nordwesten Griechenlands. Bis 2010 war er eine eigenständige Gemeinde, seit 1947 ist er Stadtgemeinde (gr. dimos); zum 1. Januar wurde er in die Gemeinde Souli eingemeindet, wo er seither einen von drei Gemeindebezirken bildet. Der Stadtbezirk Paramythia selbst hat 2.730 Einwohner und ist Sitz der Gemeinde Souli.
Südlich des Flusses Kalamas auf einer durchschnittlichen Höhe von 243 m gelegen ist Paramythia gleichzeitig eine griechisch-orthodoxe Metropole Thesprotias. Paramythia ist bekannt für die gut erhaltene Byzantinische Kirche der Jungfrau Maria. Die Stadt liegt 750 m hoch zwischen den Flüssen Acheron und Kalamas.
Paramythia ist seit jeher bekannt für seine Goldschmiede. Einer davon war Sotirios Voulgaris, der 1877 nach Korfu und von dort erst nach Neapel und dann 1881 nach Rom auswanderte. Dort eröffnete er in der Via Sintina sein Schmuckhaus Bulgari. Es war sehr erfolgreich und bereits 1905 konnte er ein weiteres großes Geschäft eröffnen. Bis heute wird die Luxusgüterherstellung in der dritten Generation familiengeführt. Das Gebäude des alten Geschäfts in Paramythia existiert bis heute.

## Verkehr
Paramythia liegt an der Nationalstraße Ethniki Odos 18, die Sagiada an der Grenze zu Albanien und über die Ethniki Odos 6 auch Igoumenitsa mit Preveza verbindet.

## Sehenswürdigkeiten
Paramythia bietet mehrere Sehenswürdigkeiten. Dazu gehören das byzantinische Bad, das Schloss des Eleas, das bekannt ist für seine venezianische Uhr oder zum Beispiel der Koulia, ein byzantinischer Turm. Außergewöhnlich sind die traditionell gebauten Häuser und der gepflasterte Markt im Stadtkern. Dazu kommt der Fluss Acheron, der aufgrund des klaren Wassers durch die zahlreichen Quellen im Flussverlauf ein beliebtes Touristenziel ist.